# جيم دانيلز
جيم دانيلز (بالإنجليزية: Jim Daniels)‏ هو شاعر أمريكي، ولد في 1956.